# UDSL
Universal Asymmetric Digital Subscriber Line (UADSL, UDSL ou ADSL Lite, padrão ITU: G.992.2) é uma variação da tecnologia Digital Subscriber Line que fornece um meio de transmissão digital de dados, aproveitando a própria rede de telefonia que chega na residência. 
UADSL, desenvolvido no final dos anos 90 por um consórcio de indústrias de telecomunicação, o grupo Universal ADSL Working Group (que acabou de existir), e baseado no formato Asymmetric Digital Subscriber Line, é usada só nos Estados Unidos da América. Sem necessidade de instalar um DSL-Filter, que possa facilitar a manutenção, a tecnologia está sendo ultrapassada por outros formatos da Digital Subscriber Line devido a problemas técnicos (interferências, alto índice de erros na transmissão de dados etc.)

## Aspectos técnicos
Idealmente o protocolo pode entregar até 1.5 Mbps downstream (capacidade de recebimento de informação) e 512 Kbps upstream (capacidade de envio da informação).
O padrão ADSL, é assymetric e permite a utilizar a mesma linha telefônica para a telefonia convencional e ligação de alta velocidade à Internet.

## Planos Comerciais
ADSL Lite é uma versão mais lenta do padrão ADSL, as empresas que oferecem esse plano voltado à pessoas que ficam pouco tempo conectadas, final do dia por exemplo, apenas para ler um e-mail ou notícias na internet.